# ادوخراز (افراخس)
ادوخراز هو دُوَّار يقع بجماعة تاركانت، إقليم الصويرة، جهة مراكش آسفي في المملكة المغربية. ينتمي الدوّار لمشيخة افراخس التي تضم 18 دوار. يقدر عدد سكانه بـ 220 نسمة حسب الإحصاء الرسمي للسكان والسكنى لسنة 2004.

## روابط خارجية
- البوابة الوطنية للجماعات الترابية
- المندوبية السامية للتخطيط